# Rocket Racing
Rocket Racing é um videogame de corrida de 2023 desenvolvido pela Psyonix e publicado pela Epic Games. É um título derivado do jogo de 2015, Rocket League, e faz parte de Fortnite como um todo. No jogo, até doze jogadores competem entre si em uma pista, com o objetivo de ser a primeira pessoa a completar a corrida. Os jogadores podem aumentar o seu “medidor de impulso”, o que lhes permitirá ganhar vantagem de velocidade contra os adversários, bem como saltar sobre obstáculos e conduzir em paredes ou tectos. O jogo foi lançado em dezembro de 2023 e pode ser acessado através do launcher Fortnite. Rocket Racing recebeu críticas positivas dos críticos, com elogios ao design da pista e à jogabilidade, embora alguns críticos achassem que o jogo carecia de conteúdo.

## Jogabilidade
Rocket Racing é um multijogador videogame de corrida acessível através do inicializador Fortnite. No jogo, até doze jogadores competem entre si em uma pista, com o objetivo de completar a corrida antes de todos, evitando obstáculos. Os jogadores podem pular alguns obstáculos ou dirigir nas paredes ou tetos dos túneis. Se o jogador derrapar nas curvas, seu "medidor de impulso" aumentará, o que permitirá que ele ative um aumento temporário de velocidade contra outros jogadores. Ao contrário de alguns outros jogos de corrida, Rocket Racing não apresenta itens ou armas exclusivos que o jogador possa usar contra outros para obter vantagem. Cada faixa do jogo é classificada com base em sua dificuldade, sendo as dificuldades Iniciante, Avançado e Especialista.
Os jogadores podem desbloquear designs exclusivos para seus carros completando determinados objetivos ou por meio do Fortnite passe de batalha principal. Além disso, certos designs podem ser adquiridos na loja de itens com V-Bucks, a moeda Fortnite. Carros desbloqueados ou comprados em Rocket Racing são compatíveis com Rocket League e podem ser usados nesse jogo. O mesmo se aplica aos carros desbloqueados nesse jogo.

## Lançamento e recepção
Rocket Racing foi desenvolvido por Psyonix, o desenvolvedor de Rocket League. Rocket Racing lançado em 8 de dezembro de 2023. O jogo recebeu críticas bastante positivas dos críticos após o lançamento. GamesRadar+'s Dustin Bailey, Digital Trends' Giovanni Colantonio e Polygon's Michael McWhertor elogiaram o design da pista e a jogabilidade do jogo, com Bailey e Colantonio acreditando ser um dos aspectos de maior qualidade do Fortnite, e este último descrevendo o jogo como a "melhor prova de conceito que você poderia desejar." Gabriel Moss do IGN e Jake Green do TechRadar foram mais críticos do jogo, atribuindo-lhe 6/10 e 3/5 respectivamente. Ambos acreditavam que o jogo carecia de conteúdo e não conseguia se diferenciar de outros videogames de corrida, como Mario Kart, enquanto Green, além disso, criticou os preços dos cosméticos do jogo.